# OKINAWAフルーツらんど
OKINAWAフルーツらんど（オキナワフルーツらんど）は、沖縄県名護市字為又にあるテーマパークである。

## フルーツゾーン
フルーツゾーンは、熱帯果樹園で、園内で一番広いゾーンで、南国特有の熱帯果樹が一面に生い茂っている。
約30種の熱帯果樹を植栽しているが、フルーツは自然の物の為季節や環境により結実しなかったり、実のなり方などが思い通りのでない場合がある。
フルーツゾーンには、以下の植物が栽培されている。
- ジャボチカバ
- マンゴー
- パパイヤ
- カニステル
- ピタンガ
- バナナ
- センナリバナナ
- ドラゴンフルーツ
- パラミツ
- レンブ
- スターフルーツ
- バンレイシ
- パッションフルーツ
- サポジラ
- グァバ
- パイナップル
- レイシ

## アクセス
車の場合
那覇空港からの場合
那覇空港から国道58号線経由で約80 ㎞、約1時間40分。
沖縄自動車道（高速道路）経由なら約1時間20分。
バスの場合
那覇空港からの場合
系統番号「111番（高速バス）」「120番」のバスに乗り名護バスターミナルで乗り換え。
名護バスターミナルからは沖縄海洋博物館・美ら島水族館方面行きのバス「70番」「76番」に乗り名桜大学前で下車すると目の前。